# 10e régiment de dragons
Das Régiment La Tessé Dragons – zuletzt 10e régiment de dragons (10e RD) war ein Verband der französischen Kavallerie, das am 25. März 1674 durch den Comte René de Froulay de Tessé aufgestellt wurde. Im Jahre 1685 erhielt es den Namen Régiment Mestre de Camp Général Dragons und dann 1791 die Bezeichnung «10e régiment de dragons». Zwischen 1811 und 1815 führte es die Bezeichnung 5e régiment de chevau-légers lanciers Die Einheit wurde 1962 aufgelöst.

## Formationsgeschichte
Da Régiment Tessé Dragons wurde durch René III de Froulay, Comte de Tessé am 25. März 1674 aufgestellt. Tessé hatte zuvor dem Comte Louis de Quincé für 40.000 Livres die (nicht aktive) Stelle eines «Général des carabiniers» abgekauft. Am 17. Dezember 1684 erhielt de Tessé vom König den Rang eines Mestre de camp général des dragons verliehen. Daraufhin führte dessen Regiment ab 1685 den Namen «Régiment Mestre de camp général dragons»
Im Zuge der französischen Revolution verloren alle Regimenter ihre Namen und wurden seit dem 1. Januar 1791 nur noch mit Nummern bezeichnet. Dabei wurde auf die vorhergehende, gesellschaftlich nicht unbedeutende Rangfolge nicht mehr geachtet. Das bisher hinter dem Régiment dragons Colonel Général an zweiter Stelle rangierende Regiment wurde an die 10. Stelle gesetzt.
Während des Ersten Kaiserreichs wurde das «10e régiment de dragons» am 18. Juni 1811 in 5e régiment de chevau-légers lanciers umbenannt.
Am 1. August 1815 löste König Ludwig XVIII. die kaiserliche Armee formal und ohne Sold auf. Am 21. November 1815 wurde das «5e régiment de chevau-légers lanciers» entlassen.
Bei der Wiederaufstellung der königlichen Armee im Jahre 1816 wurden die Regimenter nach dem Namen von Départements benannt. Das vormalige «10e régiment de dragons» wurde wieder aufgestellt und erhielt den Namen «Dragons de la Seine».
Unter König Karl X. wurde das «Régiment dragons de Seine» im Jahre 1825 aufgelöst und als 10e régiment de cuirassiers neu aufgestellt. Gleichzeitig wurde das «22e régiment de chasseurs à cheval» in der Vendée in ein neues «10e régiment de dragons» umgewandelt.
Im Jahre 1939 wurde das «10e régiment de dragons» aufgelöst und stellte den Stamm für fünf neu zu errichtende «Groupes de reconnaissance» (Aufklärungsgruppen).
Es folgte eine Wiederaufstellung unter dem alten Namen am 16. April 1945, dem am 1. November 1945 die erneute Auflösung folgte.
Wiederum aufgestellt am 15. Mai 1956 wurde die Einheit am 31. Oktober 1962 endgültig aufgelöst.

## Mestres de camp/Colonels/Chefs de brigade
Mestre de camp war die Rangbezeichnung für den Regimentsinhaber und/oder den tatsächlichen Kommandeur. Sollte es sich bei dem Mestre de camp um eine Person des Hochadels handeln, die an der Führung des Regiments kein Interesse hatte (wie z. B. der König oder die Königin) so wurde das Kommando dem Mestre de camp lieutenant (oder Mestre de camp en second) überlassen. Die Bezeichnung Colonel wurde von 1791 bis 1793 und ab 1803 geführt, von 1793 bis 1803 verwendete man die Bezeichnung Chef de brigade. Ab 1791 gab es keine Regimentsinhaber mehr.

### Mestres de camp généraux (Regimentsinhaber)
- 1674. René de Froulay de Tessé. Nach der Aufstellung war sein jüngerer Bruder Philibert-Emmanuel de Froulay de Tessé als Major[9] im Regiment[10].
- 1691: Louis, comte de Mailly
- 11. Mai 1696: Antoine V. de Gramont
- 25. März 1703:  Gabriel-Étienne-Louis Texier, Marquis d’Hautefeuille
- 5. Juli 1709: Charles-Louis-Auguste Fouquet, Maréchal de Belle-Isle.
- 9. Juli 1736:  Marie-Charles-Louis d’Albert, Duc de Luynes, Duc de Chevreuse
- 24. Januar 1754: François-Henri de Franquetot de Coigny[11].
- Oktober 1771: Louis-Joseph-Charles-Amable d’Albert de Luynes.
- 1789: François-Marie-Casimir de Franquetot, Marquis de Coigny[12].

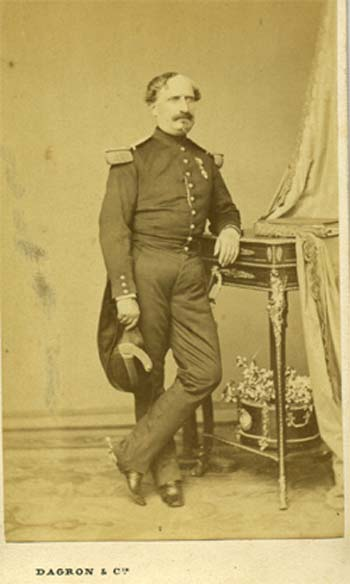
Colonel Jean Françoise de la Filolie de la Reymondine, Kommandant 1867/68

### Colonels, Chefs de brigade und Chefs d’escadrons
- 1791: Colonel  Chevalier Joseph-Mercure d’Estresses
- 1792: Colonel  Joachim-Joseph Neuilly
- 1792: Colonel  Jean-Louis La Roque
- 1793: Chef de brigade Antoine-François Pierson[13]
- 1795: Chef de brigade Jean-Baptiste Godard, chef de brigade
- 1800: Chef de brigade Jacques-Marie de Cavaignac
- 1806: Colonel Jean-Baptiste Dommanget
- 181: Colonel  Francois-Félicité Chabert
- 1814: Colonel Louis-Claude Chaillot
- 1867/68: Colonel Jean Françoise de la Filolie de la Reymondine
- 1907: Colonel Billet
- 1914: Colonel Jochaud du Plessix
- 1917: Colonel Menu du Mesnil
- Am 10. Januar 1918 wurde nach dem Weggang von Colonel Menu du Mesnil der Regimentsstab aufgelöst und das Regiment bis zum Januar 1919 in zwei selbstständige Gruppen mit je zwei Escadrons aufgeteilt.
- Am 10. Februar 1919 übernahm Colonel Devanlay das Regiment.[14]
- 1938: Colonel Desprez
- 1956: Lieutenant-colonel Viard
- 1960: Lieutenant-colonel d’Achon
- 1961: Chef d’escadrons Issaverdens
- 1961: Lieutenant-colonel Rostain
- 1961: Chef d’escadrons Bouland
- 1961: Chef d’escadrons Henriot
- 1962: Lieutenant-colonel Perrier[15]

## Gefechtskalender

### Ancien Régime
Von Mitte August 1674 bis Anfang 1675 lag das Regiment in Roussillon, wo es zu den Truppen von Friedrich von Schomberg gehörte.
Im April 1675 war das Regiment zur Strafexpedition nach Messina vorgesehen, wurde dann jedoch zur Unterdrückung der sogenannten «Révolte du papier timbré» in die Provinz Guyenne verlegt. Am Ende des Monats August stand das Regiment dann in der Bretagne und befand sich vom 17. November bis zum 31. Dezember 1675 in Bordeaux.
Während des Pfälzischen Erbfolgekrieges wurde der Comte de Tessé zum unerbittlichen Vollstrecker der Anordnungen von Kriegsminister Louvois, was mit zur zweiten Verwüstung der Kurpfalz führte.
Danach kämpfte das Regiment unter Nicolas de Catinat am 28. Mai 1690 in der Schlacht bei Avigliana, am 18. August 1690 in der Schlacht bei Staffarda und am 4. Oktober 1693 in der Schlacht bei La Marseille (Piemont).
Während des Spanischen Erbfolgekrieges kämpfte es am 20. September 1703 in der Schlacht bei Höchstädt.
Im Österreichischen Erbfolgekrieg nahm es 1741 am Einmarsch nach Böhmen teil. Am 27. Juni 1743 kämpfte die Einheit in der Schlacht bei Dettingen. Danach wurde sie nach Flandern verlegt, wo sie am 11. Mai 1745 an der Schlacht bei Fontenoy teilnahm.
Während des Siebenjährigen Krieges ging der Titel des «Mestre de camp général» an den erst neunzehnjährigen François-Henri de Franquetot, Duc de Coigny über. Das Kommando führten jedoch weiterhin erfahrene Offiziere:
- bis 27. März 1761 der Lieutenant-colonel Gabriel Augustin de Franquetot, Comte de  Coigny
- ab 28. März 1761 der Lieutenant-colonel Jean Charles, Marquis de Ville

Das Regiment kämpfte am 26. Juli 1757 in der Schlacht bei Hastenbeck und am 23. Juni 1758 in der Schlacht bei Krefeld.

### Französische Revolution und Erstes Kaiserreich

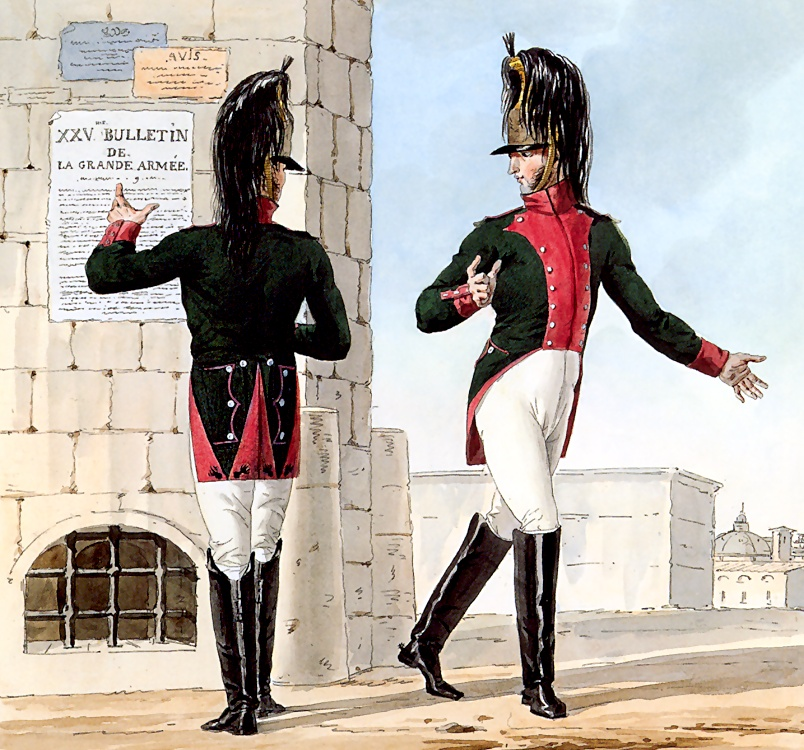
«10^{e}régiment de dragons» in der Grande Armée.

#### Feldzüge
- 1792–1794: Der Armée du Nord (1791 – Nordarmee)  und  Armée des Ardennes (Ardennenarmee) zugewiesen
- 1794: Armée de Sambre-et-Meuse (Sambre und Maas-Armee)
- 1795–1797: Armée de Rhin-et-Moselle (Rhein und Moselarmee)
- 1799: In den Niederlanden
- 1800–1801: Bei der «Armée des Grisons» (Armee von Graubünden)
- 1802: Expedition nach Santo Domingo
- 1805–1807: Bei der Grande Armée
- 1806–1807: Feldzug nach Preußen und Polen
- 1809–1811: Spanischer Unabhängigkeitskrieg

#### Gefechtstätigkeiten
- 1792
  - Kanonade bei Valmy
  - Schlacht bei Jemappes.
- 1793
  - Schlacht bei Neerwinden,
  - Konterrevolution in Cambrai
- 1794
  - Schlacht bei Fleurus (1794)
  - Schlacht bei Sprimont
  - Belagerung von Koblenz
- 1795
  - Belagerung von Mainz (1794–1795)
  - am Mont-Tonnerre
- 1796
  - bei Rehütte
  - Schlacht bei Rastatt
  - in Ettlingen
- 1799
  - Schlacht bei Bergen
  - Schlacht bei Alkmaar
  - Schlacht bei Castricum.
- 1800
  - Übergang über den Splügenpass.

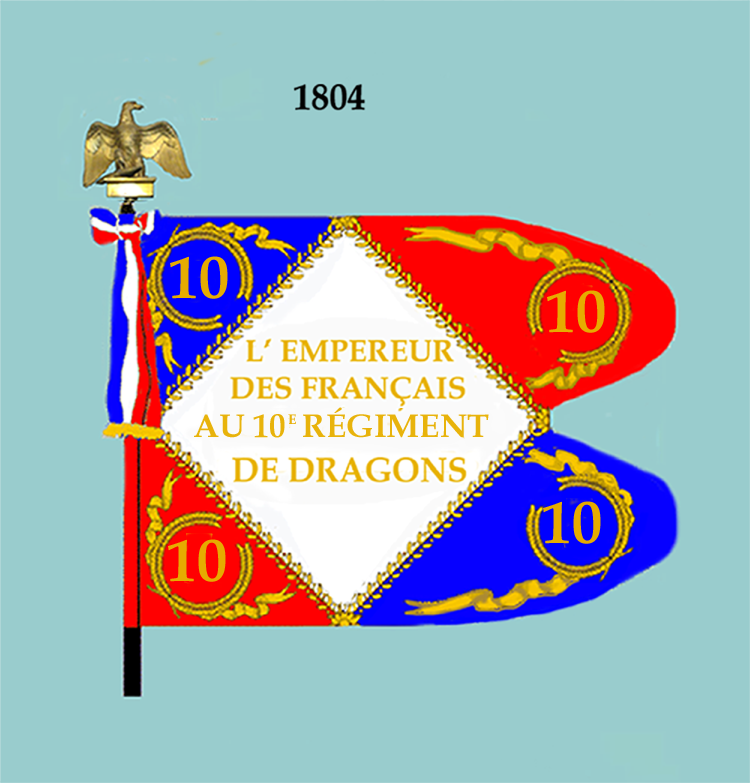
Standarte Modell 1804 Vorderseite
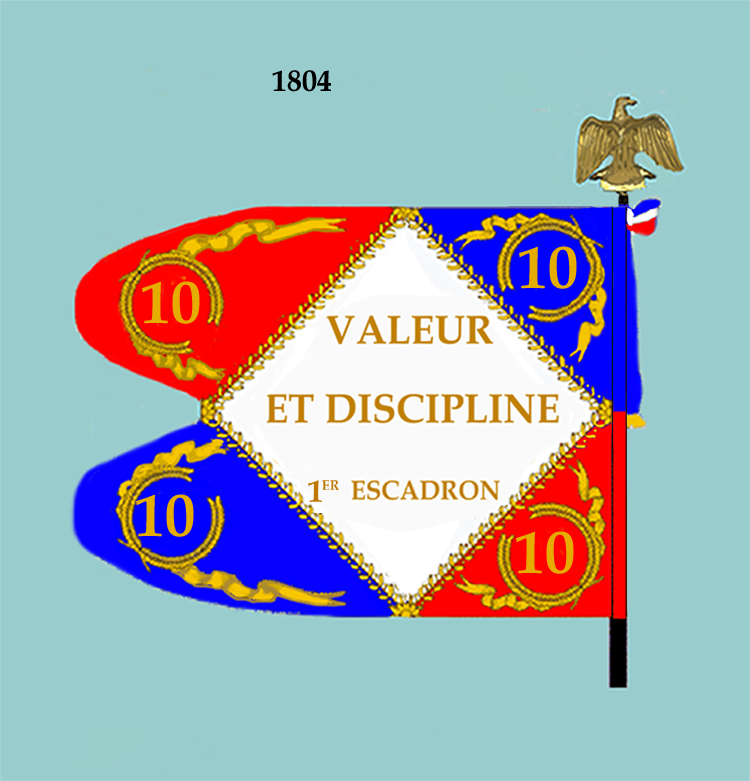
Standarte Modell 1804 Rückseite

- 1805
  - Schlacht bei Ulm
  - Schlacht bei Austerlitz
- 1806 Feldzug in Preußen und Polen
  - Schlacht bei Jena Da das Regiment mit der Verfolgung preußischer Truppen und dann im Gefecht bei Boizenburg und  Prenzlau eingesetzt war, nahm es an der Schlacht nicht teil.
- 1807
- Schlacht bei Eylau (Ordre de bataille: unter dem Befehl von  Colonel Jean-Baptiste Dommanget wird das Regiment am großen Kavallerieangriffe teilnehmen (10000 -12000 Reiter). Die Führung liegt bei Maréchal Joachim Murat.)
  - Schlacht bei Friedland
- 1809
  - Schlacht bei Alba de Tormes
- 1810
  - Belagerung von  Ciudad Rodrigo
- 1811
  - Schlacht bei Fuentes de Oñoro

### 1815–1914
- 1832: Einsatz bei der Belgischen Revolution
- 1870: Teilnahme am Deutsch-Französischen Krieg. Bei der Belagerung von Straßburg in der Festung.

### Erster Weltkrieg

#### 1914
- Lothringen
- 23. August Gefecht bei Gerbéviller
- 25. und 26. August: Gefecht bei Rozelieures
- Erste Schlacht an der Marne
- 4. September: bei  Saint-Barthélémy
- 9. September: bei Château-Thierry
- 12. September: bei Fismes
- 13. September: bei Craonne
- 23. September: bei Chaulnes, Péronne
- 24. September: bei Dompierre
- 27. September: bei Miraumont
- Kämpfe im Artois
- 9. Oktober bei Wingles
- 10. Oktober bei Vermelles
- 19. Oktober bei  Le Maisnil-Fresnoy
- Erste Flandernschlacht
- 1. November bei  Dranouter
- 7. November abgesessen im Grabenkampf bei Messines

#### 1915 und 1916
Nach der Abkommandierung in das Elsass im Dezember 1914 lag das Regiment bis Mai 1916 im Abschnitt Aspach, dann Michelbach (Haut-Rhin), Burnhaupt, Balschwiller, Fulleren und Pfetterhouse.

#### 1917
- Schlacht am Chemin des Dames
- 6. April – 15. Mai: Grabenkämpfe bei Les Cavaliers de Courcy

#### 1918
- 25. April – 15. Mai Kämpfe in Flandern
- 27. Mai – 10. Juni Kämpfe an der Asine und an der Matz

### Zwischenkriegszeit
Das Regiment lag 1923 in Alençon in Garnison, dann in Dinan und 1936 in Orange.

### Zweiter Weltkrieg
Die Kavallerie war im Mobilmachungsfall dazu bestimmt, Aufklärungsgruppen (Groupes de Reconnaissance) zu bilden. Bei der Kriegserklärung wurde das «10e régiment de dragons» daher aufgelöst und bildete den Stamm für fünf Aufklärungsgruppen.
- 21e groupe de reconnaissance de corps d’armée (21e GRCA)
- 5e groupe de reconnaissance de division d’infanterie (5e GRDI)
- 26e groupe de reconnaissance de division d’infanterie (26e GRDI)
- 34e groupe de reconnaissance de division d’infanterie (34e GRDI)
- 72e groupe de reconnaissance de division d’infanterie (72e GRDI)

Nachdem das Regiment am 16. April 1945 in Orange (Vaucluse) neu errichtet wurde, erfolgte die Auflösung bereits am 1. November 1945.

### Algerienkrieg
- Juni 1956: im Küstenabschnitt östlich von Aïn Témouchent
- 14. Oktober 1957: in der Region von El Malah/Rio Salado
- ab dem 27. Oktober 1958: Operationen bei Saïda, Aflou, Béni Saf, Méchria und  Rouïba
- 1. März 1959 – 11. Februar 1962: Operationen bei  Tiaret, Frenda, Aflou, Trezel, Aïn Kermes, Laghouat, Djelfa und Maghnia.

## Aktionen zur Ehre des Regiments
- 6. November 1792, (Schlacht von Jemappes): das 10e régiment de dragons konnte in eine von den Österreichern gehaltene Feldbefestigung (Redoute) eindringen.
- 26. Juni 1794 (Schlacht bei Fleurus): dem Regiment gelang eine entscheidende Aktion
- 14. Juni 1807 (Schlacht bei Friedland): erfolgreiche Attacken
- 9. Juni 1918 (Schlacht an der Aisne): Verteidigung von Plémont und der Hochfläche von Saint-Claude

## Standarte
Die Regimentsstandarte trägt, in goldenen Lettern, die Namen der Schlachten, in denen das Regiment ruhmreich gekämpft hat.
- Valmy 1792
- Fleurus 1794
- Austerlitz 1805
- Eylau 1807
- Friedland 1807
- Artois 1914
- Le Matz 1918
- AFN 1952–1962

## Ehemalige Uniformen

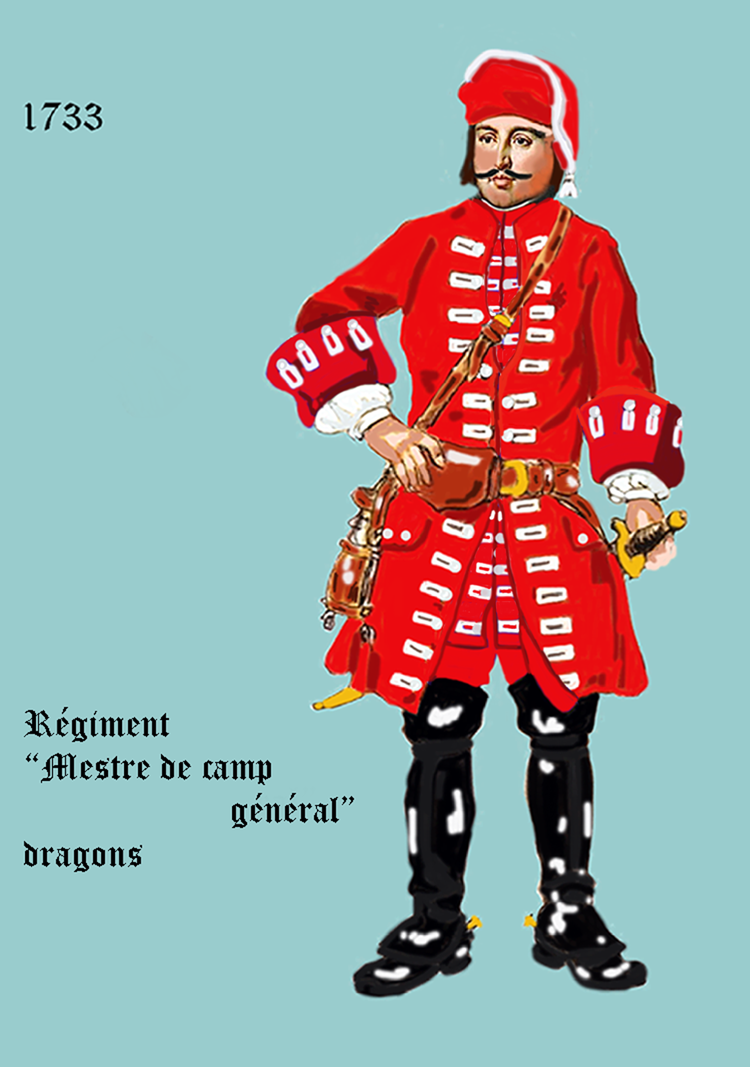
1733
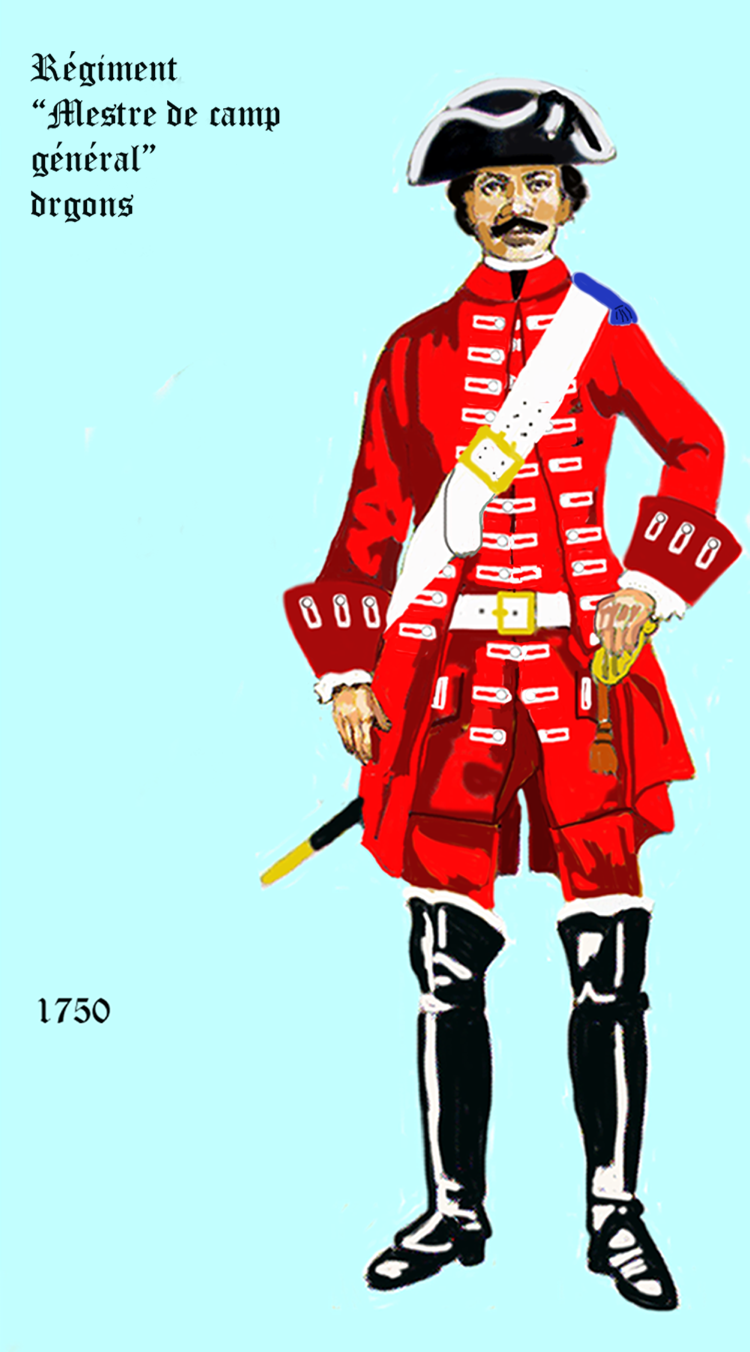
1750
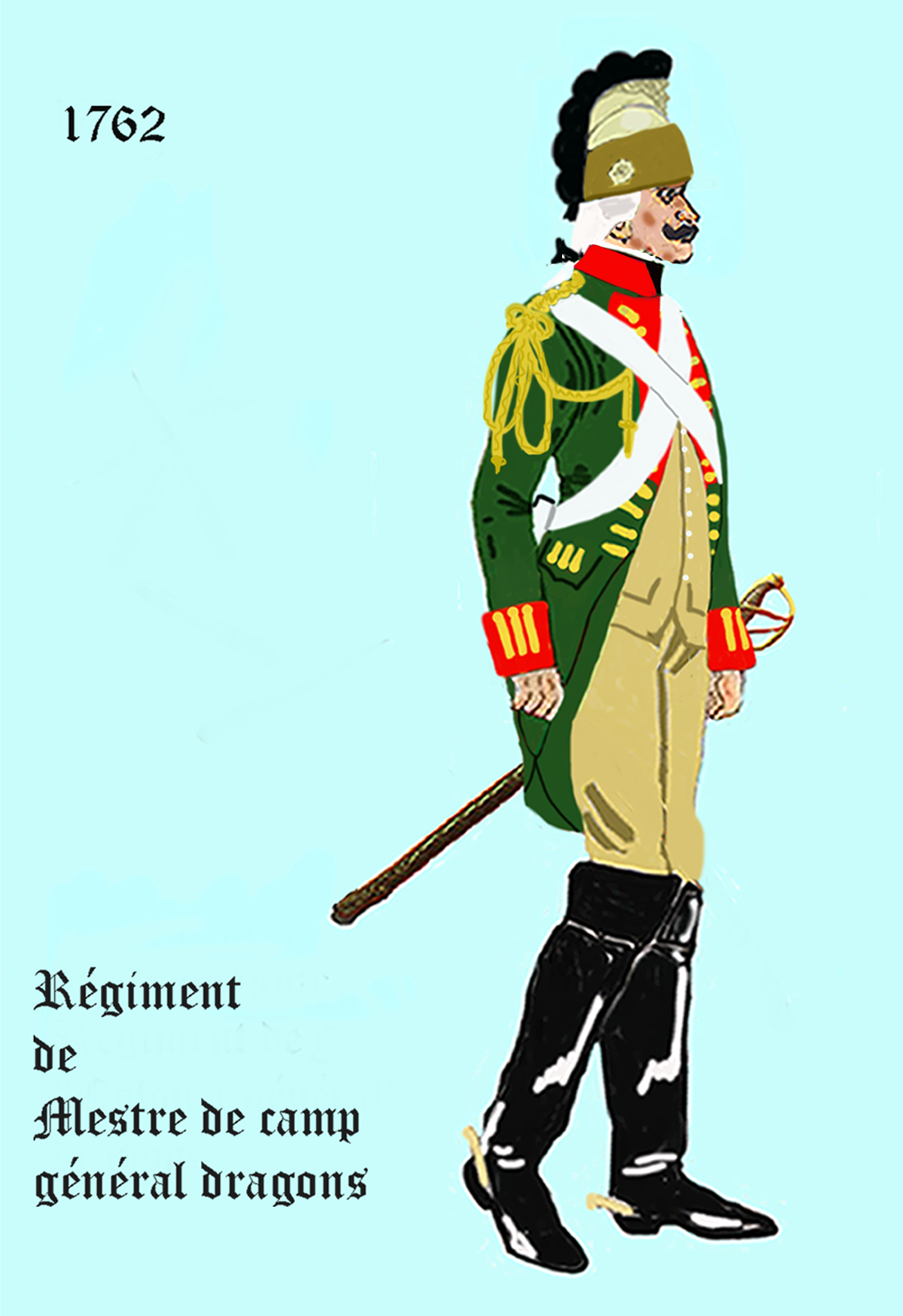
1762
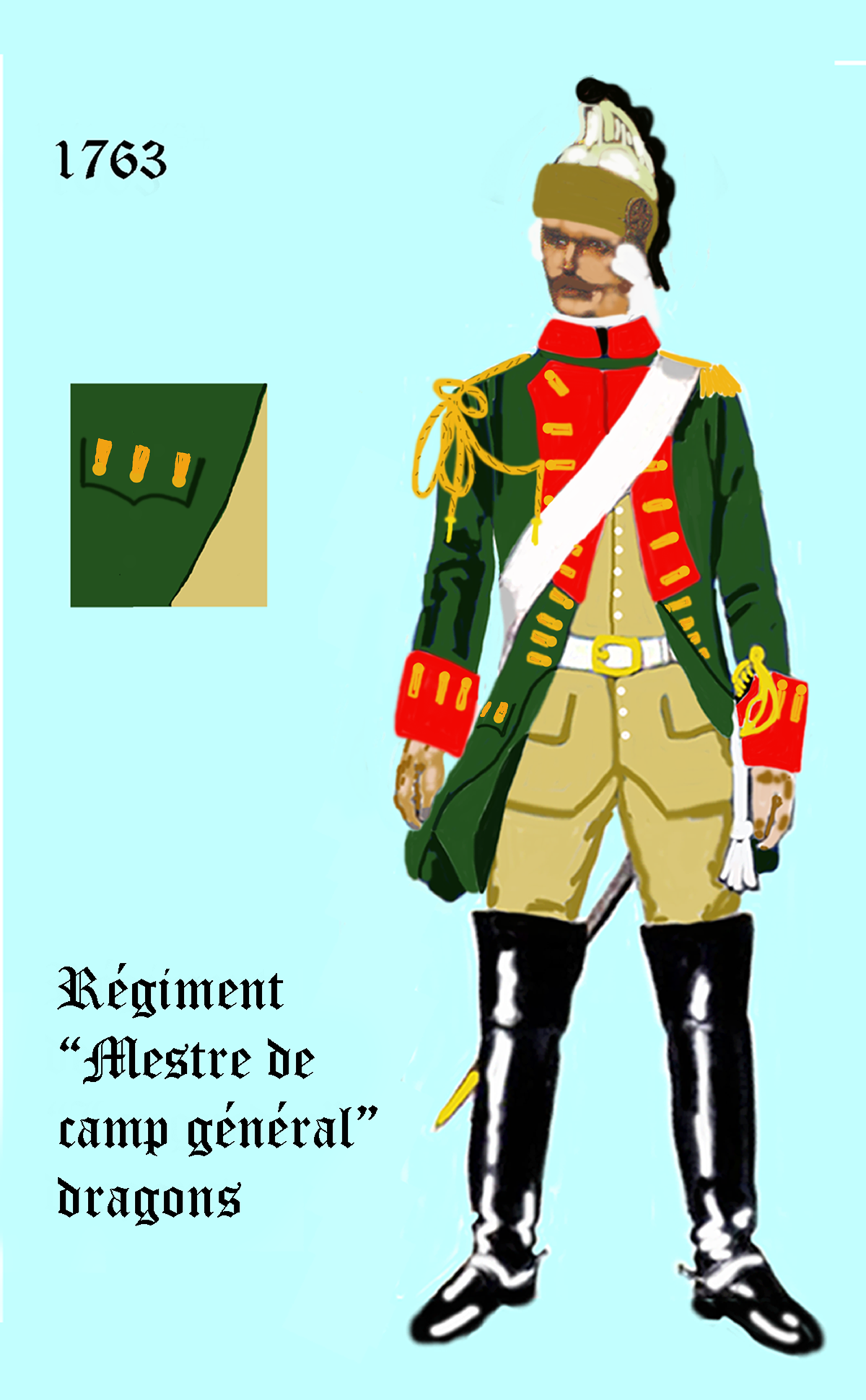
1763
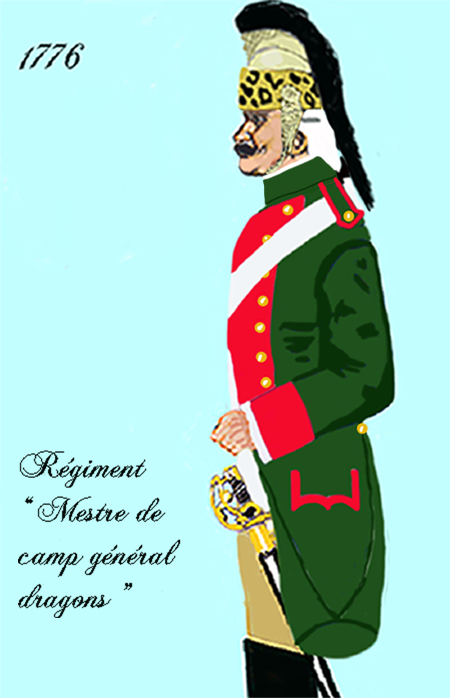
1776
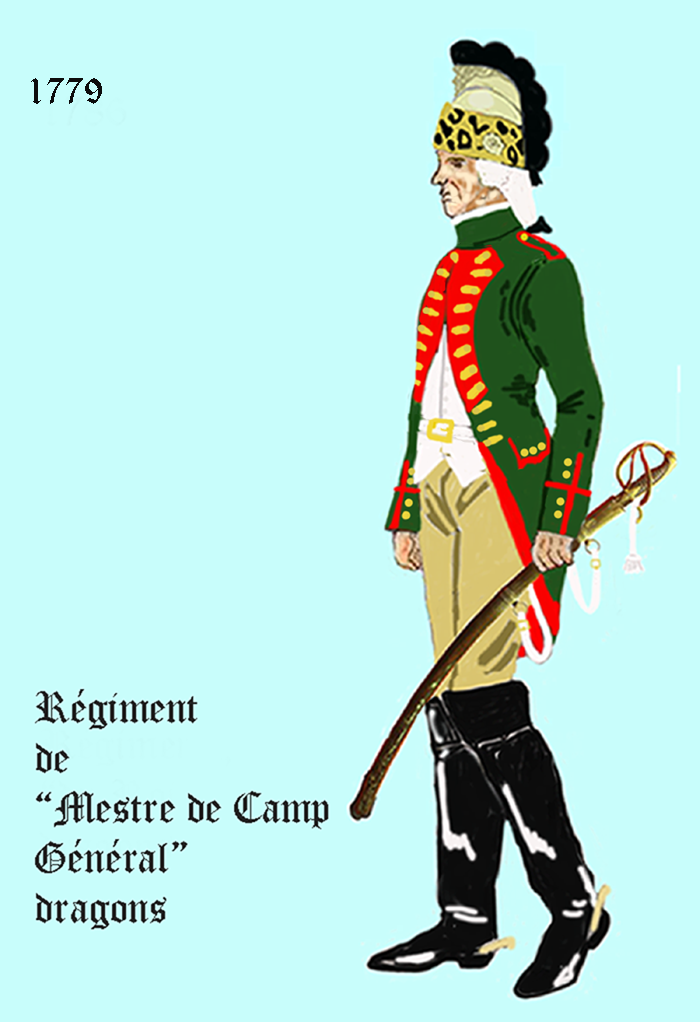
1779
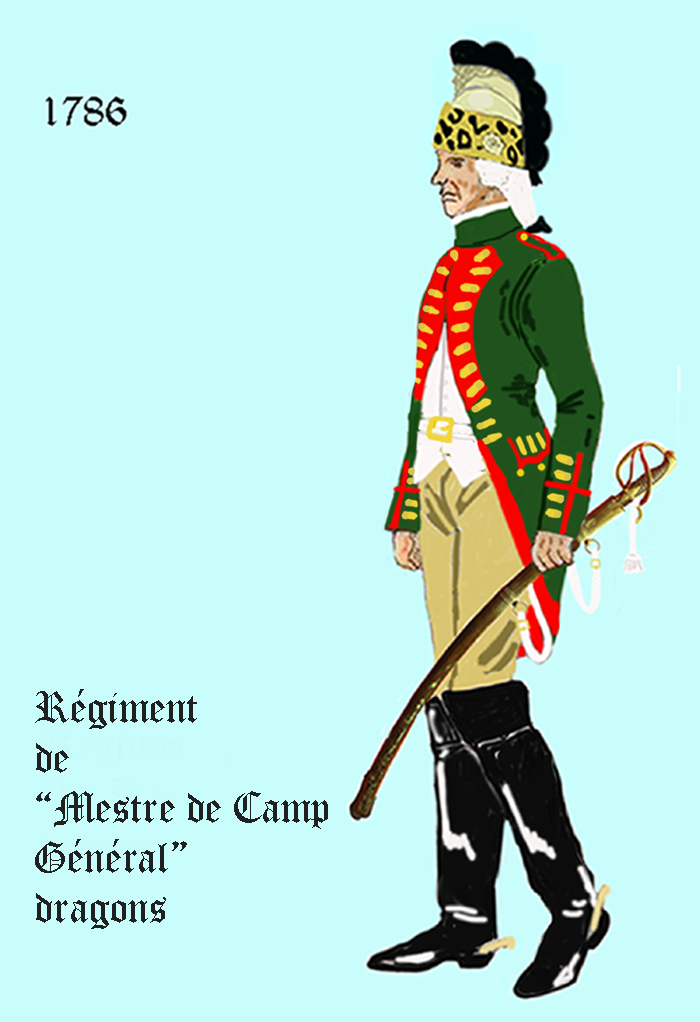
1786
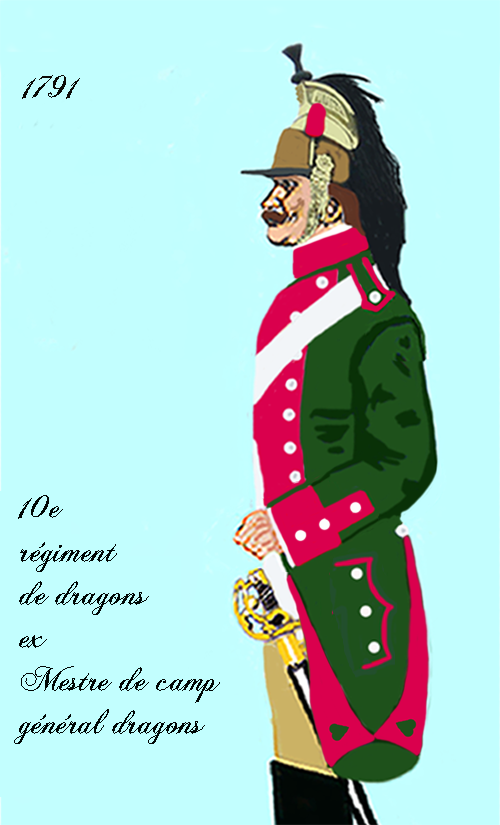
1791

### Verbandsabzeichen

#### 1938–1939
Entworfen von Colonel Desprez

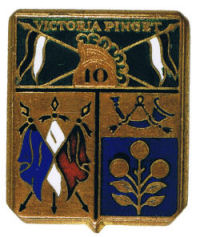

Ein dreigeteilter Wappenschild nach französischer Art, im oberen Feld auf grünem Untergrund ein goldener Dragonerhelm mit der 10 für die Regimentsnummer. Unterlegt zwei gekreuzte Lanzen mit grün-weißen Lanzeflaggen. Darüber die Inschrift: Victoria pinget.
Im unteren, rechten Feld auf goldenem Grund drei Standarten jeweils in der Farbe Blau, Weiß und Rot. Im linken unteren Feld das Wappen der Stadt Orange, Garnison bis 1938.

#### 1945

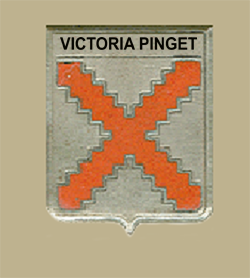

Das Wappen derer von Tessé

#### 1956–1962
Mit geringfügigen Änderungen wurde das gleiche Abzeichen wie 1939 getragen.

### Devise
Die Devise des Regiments lautete seit 1684:
Victoria pinget (Er verschönert sich durch den Sieg)
Dieser Wahlspruch befand sich auch auf der Standarte des Regiments «Mestre de Camp Général»

## Bekannte Angehörige des Regiments
- Maréchal de France René de Froulay de Tessé.
- Maréchal de France Antoine V. de Gramont
- Maréchal de France Charles Louis Auguste Fouquet de Belle-Isle
- Maréchal de France François-Henri de Franquetot de Coigny
- Général Jacques-Marie de Cavaignac[26].
- Général Justin Laffite (als einfacher Dragoner am 8. September 1789 in das Regiment eingetreten.)[27].
- Général Alexandre d’Alton.
- Général Jean-Baptiste Dommanget
- Maréchal de camp François Joseph Marie Clary als Sous-lieutenant am 12. März 1804 im Regiment